# Luiz Felipe Scolari
Luiz Felipe Scolari, sobrenomenat Felipão (9 de novembre del 1948, Passo Fundo, Rio Grande do Sul, el Brasil), és un entrenador de futbol brasiler.

## Trajectòria
Va ser campió de la Copa del Món de Futbol 2002 al capdavant de la selecció brasilera. Va participar en el mundial 2006 al capdavant de la selecció de Portugal, la qual va dirigir també a l'Eurocopa 2008 d'Àustria i Suïssa.
L'11 de juny del 2008 el Chelsea FC va confirmar que Luiz Felipe Scolari seria el seu nou Director Tècnic. Luiz Felipe Scolari va assumir la direcció del club anglès a partir de l'1 de juliol del 2008, segons va informar el Chelsea FC al seu portal d'Internet.
Va entrenar la Brasil en el període entre 2012 i la finalització del Mundial 2014, on els brasilers varen fracassar davant el seu públic. A continuació, la Confederació Brasilera de Futbol el va destituir.

## Carrera com a entrenador
- 1982: CSA
- 1982-1983: EC Juventude
- 1983: Brasil de Pelotas
- 1984-1985: Al-Shabab (Aràbia Saudita)
- 1986: Pelotas
- 1986-1987: EC Juventude
- 1987: Grêmio
- 1988: Goiás
- 1988-1990: Al-Qadsia (Kuwait)
- 1990: Selecció de futbol de Kuwait
- 1991: Criciúma
- 1991: Al Ahli (Aràbia Saudita)
- 1992: Al-Qadsia (Kuwait)
- 1993-1996: Grêmio
- 1997-1997: Jubilo Iwata (Japó)
- 1997-2000: SE Palmeiras
- 2000-2001: Cruzeiro
- 2001-2002: Selecció de futbol del Brasil
- 2002-2008: Selecció de futbol de Portugal
- 2008-2009: Chelsea Football Club
- 2009-2010: FK Bunyodkor
- 2010-2012: SE Palmeiras
- 2012-2014: Selecció de futbol del Brasil